# Nie rób scen
Nie rób scen – polski serial komediowy w reżyserii Łukasza Palkowskiego, emitowany od 1 marca do 24 maja 2015 roku na antenie TVN, oparty na izraelskim formacie Haverot. Zdjęcia do serialu były nagrywane od stycznia do marca 2015 roku w Warszawie.
Ze względu na niską oglądalność TVN zrezygnował z serialu po emisji pierwszej transzy.

## Opis fabuły
Serial opisuje historię czterech kobiet po trzydziestce – Anki (Joanna Brodzik), Ewy (Monika Mariotti), Olgi (Aleksandra Popławska) i Moniki (Magdalena Popławska), które wciąż poszukują miłości, a inne już ją znalazły i zostały matkami.

## Obsada
| Aktor                | Rola                          |
| -------------------- | ----------------------------- |
| Joanna Brodzik       | Anna                          |
| Monika Mariotti      | Ewa Jurecka                   |
| Aleksandra Popławska | Olga Piekarz                  |
| Magdalena Popławska  | Monika Szymańska, bratowa Ewy |
| Wojciech Solarz      | Rafał, mąż Anny               |
| Zofia Dłuska         | Lilka, córka Anny             |
| Andrzej Konopka      | Krzysztof Jurecki, mąż Ewy    |
| Aleksandra Rybicka   | Karolina Jurecka, córka Ewy   |
| Mateusz Winek        | Stanisław Jurecki, syn Ewy    |
| Ewa Kasprzyk         | Maryla Piekarz, matka Olgi    |
| Paweł Wawrzecki      | Wojciech Piekarz, ojciec Olgi |
| Anna Seniuk          | Krystyna, babcia Olgi         |
| Wojciech Błach       | Jacek Szymański, mąż Moniki   |
| Emilia Krasowska     | Maria Szymańska, córka Moniki |

## Lista odcinków
| Data emisji | Nr | Tytuł                           |
| ----------- | -- | ------------------------------- |
|             |    |                                 |
| 01.03.2015  | 1  | Pulpet                          |
|             |    |                                 |
| 08.03.2015  | 2  | Numer z kredą                   |
|             |    |                                 |
| 15.03.2015  | 3  | Zakaz palenia                   |
|             |    |                                 |
| 22.03.2015  | 4  | Rodzinny sekret                 |
|             |    |                                 |
| 29.03.2015  | 5  | Lew, który lubił tylko pomidory |
|             |    |                                 |
| 05.04.2015  | 6  | Randka                          |
|             |    |                                 |
| 12.04.2015  | 7  | Apetyt na miłość                |
|             |    |                                 |
| 19.04.2015  | 8  | Grejpfruty i mandarynki         |
|             |    |                                 |
| 26.04.2015  | 9  | Klub śpiących matek             |
|             |    |                                 |
| 03.05.2015  | 10 | Pogrzebana randka               |
|             |    |                                 |
| 10.05.2015  | 11 | Olga wychodzi za mąż            |
|             |    |                                 |
| 17.05.2015  | 12 | Komitet rodzicielski            |
|             |    |                                 |
| 24.05.2015  | 13 | Krąg czułości                   |

## Spis serii
| Seria | Sezon       | Odcinki   | Premiera serii | Finał serii  | Pora emisji                   | Średnia oglądalność |
| ----- | ----------- | --------- | -------------- | ------------ | ----------------------------- | ------------------- |
| 1.    | wiosna 2015 | 1–13 (13) | 1 marca 2015   | 24 maja 2015 | niedziela, 21:50/21:20/ 19:55 | 1 100 889           |